# Lasioderma serricorne
Vrillette du tabac
Espèce
Lasioderma serricorne, en français la vrillette du tabac ou lasioderme du tabac, est une espèce d'insectes coléoptères de la famille des Anobiidae et du genre Lasioderma. Elle ressemble fortement à la vrillette du pain (Stegobium paniceum) et à la petite vrillette (Anobium punctatum).

## Description
L'adulte est long de 2 à 3 mm et de couleur brune. Il est capable de voler et se nourrit peu.
Il y en a souvent dans les cuisines des habitations chauffées car il leur faut de la chaleur et de la nourriture.
Les caractères suivants permettent de distinguer Lasioderma serricorne de Stegobium paniceum avec lequel il est parfois confondu, :
| Lasioderma serricorne                                              | Stegobium paniceum                                                                |
| Un individu adulte de Lasioderma serricorne vu de trois-quarts dos | Un individu adulte de Stegobium paniceum vu de dos                                |
| ------------------------------------------------------------------ | --------------------------------------------------------------------------------- |
| antennes en dents de scie                                          | antennes à 11 articles, les 3 derniers en forme de massue allongée                |
| élytres lisses                                                     | élytres avec des lignes longitudinales de poils fins leur donnant un aspect strié |

Les larves sont blanches, comme chez Stegobium, mais leurs poils sont plus longs que chez ce dernier.

## Nuisibilité
Omnivores, autant les adultes que les larves du lasioderme sont considérés comme nuisibles dans plusieurs domaines. Ils s'attaquent par exemple aux feuilles de tabac, au manioc, au riz, aux fruits secs, aux patates douces, aux arachides, à des épices comme le paprika ou le  safran, ainsi qu'aux plantes sèches, aux poissons secs et au guano. Le lasioderme est particulièrement redouté dans les boulangeries, les fabriques de chocolat et de biscuits, ainsi que dans les musées, les dépôts d'archives et les herbiers.
Par exemple, le lasioderme du tabac a été identifié en septembre 2023 dans les herbiers du Conservatoire et Jardin botaniques de la ville de Genève. Un dépôt de 700 000 échantillons (dont des holotypes) a fait l'objet d’une opération de sauvetage impliquant de nombreuses personnes en mode trois fois huit, et le déplacement des échantillons dans une bulle d'où l’oxygène a été retiré.